# Leucula planivena
Leucula planivena là một loài bướm đêm trong họ Geometridae.